# الحسينية الطهرانية
الحسينية الطهرانية هي من أقدم الحسينيات التي تأسست في العراق وكربلاء أسسها تجار إيرانيون من طهران عام 1715م، وتعد من أشهر الحسينيات في مدينة كربلاء.

## التاريخ
شيدت هذه الحسينية على أرض خان الباشا الذي بناه الوزير العثماني حسن باشا سنة 1127هـ/1715م لأستقبال زوار الإمام الحسين . وتقع مقابل باب الرجاء ، أحد أبواب الروضة الحسينية. وفي سنة 1368هـ / 1953م اشترى مجموعة من التجار الإيرانيين من مدينة طهران ارض الخان من مديرية أوقاف بغداد وشاركهم في تمويلها بعض التجار من العراق والكويت.
وقد اقيمت هذه الحسينية لعموم زائري مدينة كربلاء ومراقدها المقدسة. وخلافاً للاتفاق المبرم على أن يكون اسم الحسينية لعامة الزوار إلا أنها سُميت بالحسينية الطهرانية بعد إتمام بنائها.